# Matthias Bechtold
Matthias Wilhelm Bechtold (* 27. Mai 1886 in Tisis bei  Feldkirch; † 1940 in Hallein) war ein österreichischer Bildhauer.

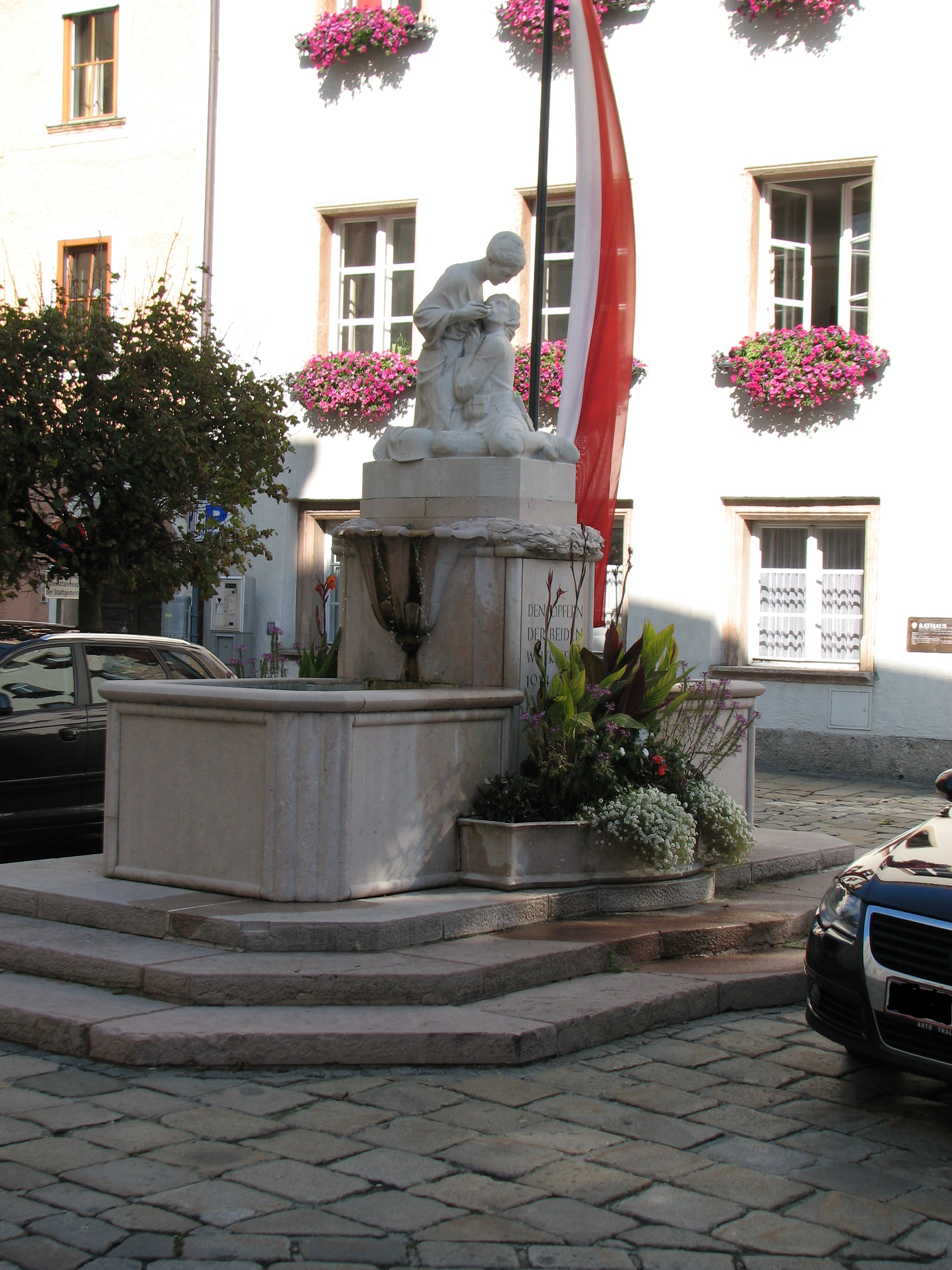
Brunnen von Bechtold am Schöndorferplatz in Hallein

## Leben
Erste Anregungen zum bildhauerischen Gestalten erhielt er von seinem Vater, dem Steinbildhauer Matthias Fidel Bechtold. Mit 15 Jahren war er Vollwaise und konnte im Steinmetzbetrieb seines Onkels Gottfried Bechtold seine Lehre abschließen. 1906 machte er sich mit seinem um 5 Jahre älteren Bruder Ferdinand in Feldkirch selbständig, einige Denkmäler wurden in Feldkirch realisiert. Danach übersiedelte er nach Wien, wo er ein Bildhauerstudium an der Kunstgewerbeschule absolvierte. Am 6. August 1914 begann sein Militärdienst und wurde bei einer Schlacht am Isonzo schwer verwundet. Nach seiner Genesung war er bis zum Kriegsende Soldat.
Nach dem Krieg besuchte er die Meisterklasse Bildhauerei bei Edmund Hellmer an der Akademie der bildenden Künste. Danach war er anfänglich in Wien, dann in Hallein als freischaffender Bildhauer tätig.
1920 begann seine Lehrtätigkeit an der Bildhauerschule Hallein, von 1938 bis 1939 war er Direktor dieser Schule. In Hallein wohnte er mit Frau und Tochter in der Tschusivilla, vormals als Villa Tännenhof bezeichnet.

## Werke
- Kriegerdenkmal Brunnen, Naturstein, Schöndorferplatz in Hallein, 1925
- Kleinplastiken in Bronze, Stein und Holz
- Bauernpaar, 2 Holzskulpturen, Heimatmuseum St. Koloman
- Gedenktafel für Gotthard Guggenmoos in Hallein